# Феррейра де Алмейда, Жуан Аугушту
Жуан Аугушту Феррейра де Алмейда (порт. João Augusto Ferreira de Almeida; 1894, Порту — 16 сентября 1917, Лаванти) — солдат португальского экспедиционного корпуса времён Первой мировой войны. После шести месяцев службы был признан военным трибуналом виновным в дезертирстве и расстрелян. Стал единственным португальцем, казнённым на войне, и последним человеком, казнённым по решению суда Португалии. Смертная казнь за преступления против гражданского населения была отменена в Португалии в 1867 году, а в вооружённых силах — в 1911 году, но была восстановлена в 1916 году за воинские преступления за рубежом во время боевых действий.

## Биография

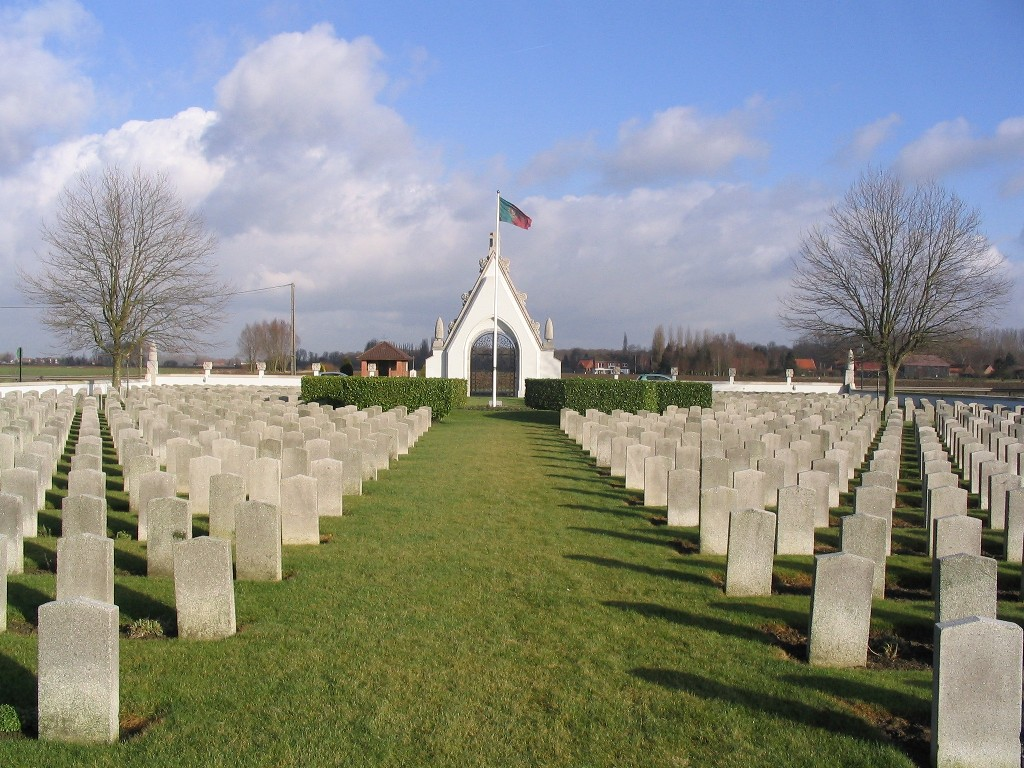
Жуан де Алмейда похоронен вместе с другими португальскими солдатами, ставшими жертвами Первой мировой войны, на Португальском военном кладбище в Ришбуре.

Родился в Фош-ду-Дору, Порту. Его отец был органистом, а мать — служанкой. Жуан работал водителем у Адольфа Хёфле, богатого немецкого эмигранта в Порту.
В марте 1917 года был направлен из Лиссабона во французский Брест в составе 14-го пехотного батальона португальского экспедиционного корпуса. В июле его перевели в 23-й пехотный батальон, а затем приговорили к 60 суткам тюремного заключения за то, что он без разрешения покинул расположение части на автомобиле подразделения, проехав на нем 60 километров до Вавранса. 29 июля 1917 года он предложил своим сослуживцам деньги за то, чтобы они помогли ему добраться до вражеских позиций, где он хотел поделиться с немцами картами позиций союзников.
В августе 1917 года Жуан де Алмейда предстал перед военным трибуналом и был приговорён к смертной казни и исключению из состава вооружённых сил. Его адвокат обжаловал приговор, мотивируя свои действия тем, что такое наказание было отменено в 1911 году, поэтому судебное разбирательство было отложено до следующего месяца. Адвокат утверждал, что Жуан де Алмейда психически болен, но судьям так и не были представлены доказательства. 12 сентября 1917 года Жуан был вновь приговорён к смертной казни и через четыре дня расстрелян взводом из одиннадцати человек. Один из них, сержант Теофилу Антунеш Сараива, не стрелял, и в отношении него было проведено расследование за неподчинение приказу. Было установлено, что предохранитель на его пистолете был неисправен.

## Наследие
Жуан де Алмейда был похоронен на местном кладбище Лаванти, Па-де-Кале, но затем его тело было перезахоронено рядом с другими солдатами Португалии на Португальском военном кладбище в Ришбуре.
По случаю столетия казни и 150-летия отмены смертной казни за невоинские преступления президент Португалии Марселу Ребелу де Соуза опубликовал официальное заявление с просьбой о «моральной реабилитации» Жуана де Алмейды, которому было вынесено наказание «вопреки соблюдению прав человека». Однако это заявление не было официальным помилованием.